# Skäckig lövborre
Skäckig lövborre (Valgus hemipterus) är en skalbaggsart som beskrevs av Carl von Linné 1758. Enligt Catalogue of Life ingår skäckig lövborre i släktet Valgus och familjen Cetoniidae, men enligt Dyntaxa är tillhörigheten istället släktet Valgus och familjen bladhorningar. Arten har ej påträffats i Sverige. Inga underarter finns listade i Catalogue of Life.

## Bildgalleri

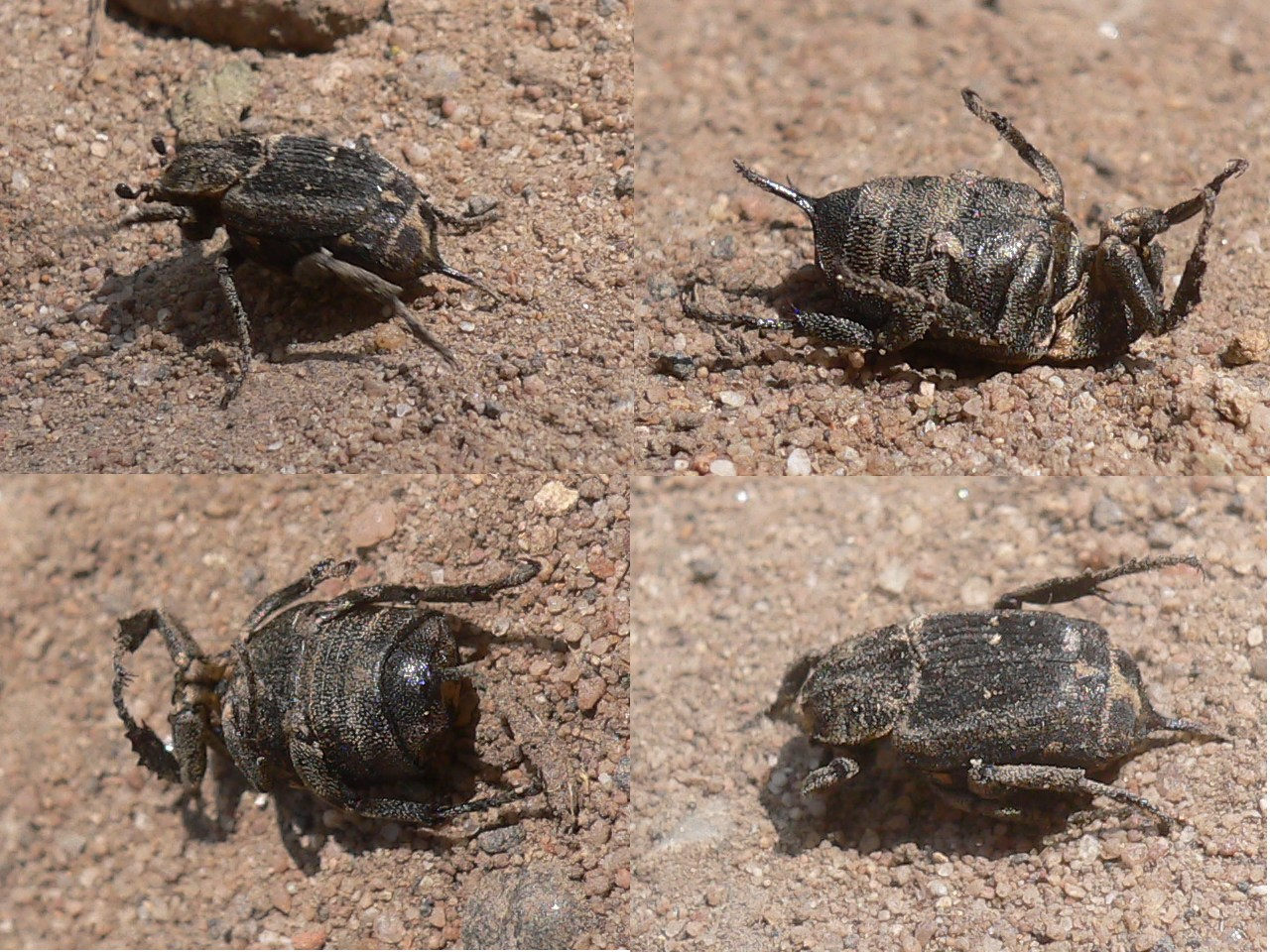
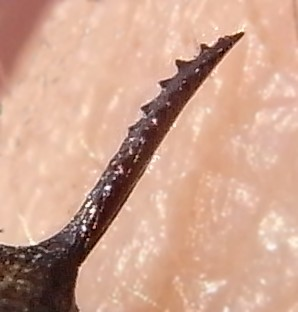